# 시몬 애슐리
시몬 애슐리(Simone Ashley, 1995년 3월 30일 ~ )는 잉글랜드의 배우이다. 넷플릭스 드라마 《브리저튼》 시즌 2의 여주인공 케이트 샤르마 역으로 잘 알려져있다.

### 영화
- 명탐정 피카츄 (2019) - 여자친구 역

### 텔레비전
- 오티스의 비밀 상담소 (2019-21) - 올리비아 하난 역
- 브리저튼 (2022) - 케이트 샤르마 역